# Johanna Pollet
Johanna Lisa Mette Pollet (* 1986 in Berlin) ist eine deutsche Schauspielerin.

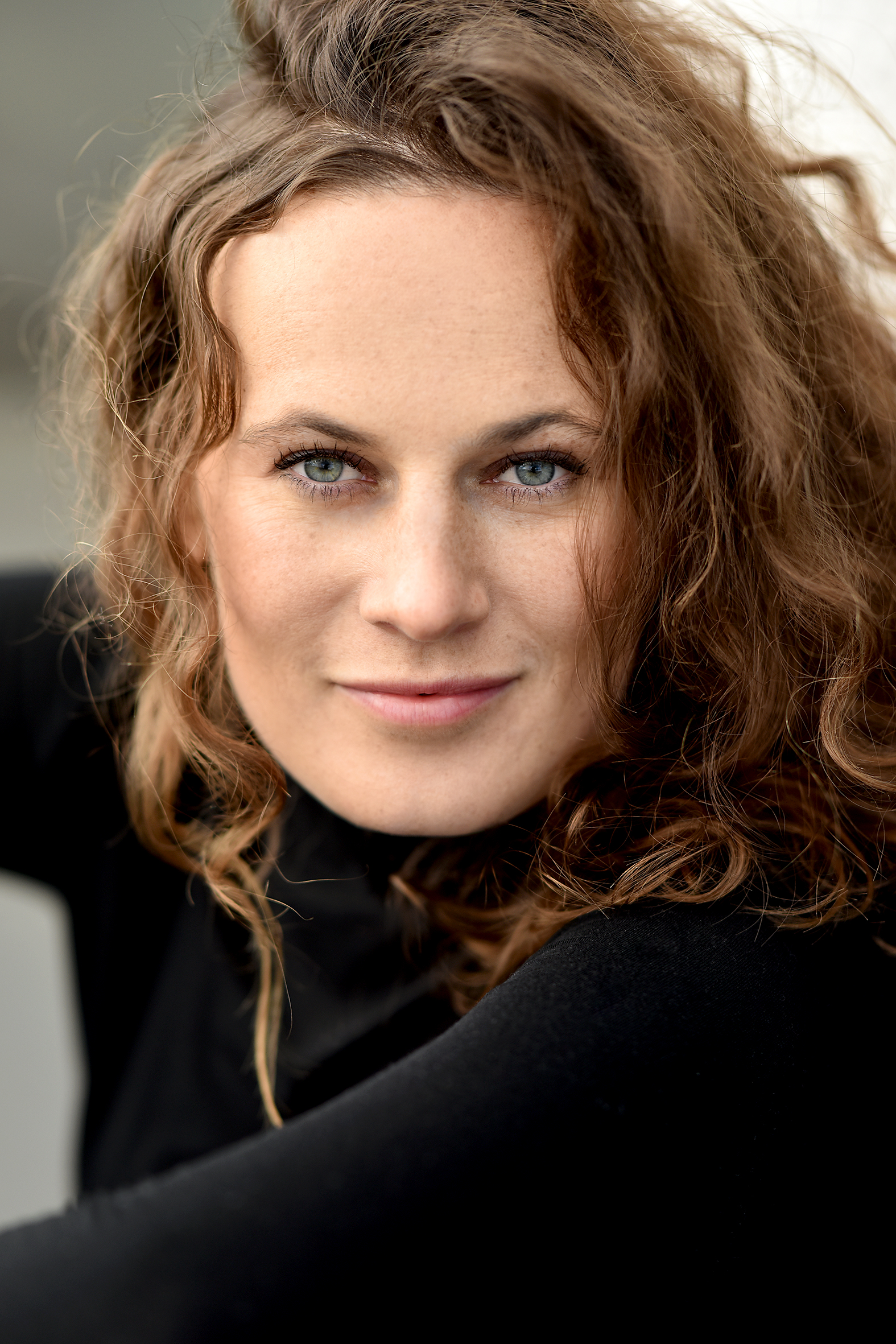
Johanna Mette Pollet

## Leben
Johanna Pollet wuchs in Berlin auf und studierte dort von 2009 bis 2012 am Michael Tschechow Studio in Kreuzberg, anschließend arbeitete sie in diversen Tanz-, Performance- und freien Theaterproduktionen. Sie spielte in verschiedenen Kurzfilmen und war von 2013 bis 2015 mit dem Ensemble Radiks und über 150 Vorstellungen auf Deutschlandtournee. Von 2015 bis 2018 war Johanna Pollet festes Ensemblemitglied des Westfälischen Landestheaters in Castrop-Rauxel, wo sie auch weiterhin gastiert. Sie lebt in Südniedersachsen.

## Theater/Tanz
- Der Narr aus der Rue Lacine[3] (Rolle: Marta) am Theater Shortvivant
- Fake oder War doch nur Spaß (Rolle: Lea) im Ensemble Radiks Berlin[4][5][6]
- modern classes update (Tanz) am Theaterforum Kreuzberg[7][8]
- Festung Europa[9] (Performance) in den Sophiensälen[10] Berlin
- 2015–2018 Ensemblemitglied am Westfälischen Landestheater[11][12][13][14][15][16]

## Filmografie
- 2011: Time Dyslexia
- 2011: Schwestern
- 2012: Danach
- 2014: Retour
- 2015: Auf Sendung
- 2015: Tag X[17]
- 2017: Louie[18]